# Menno (South Dakota)
Menno is een stad in Hutchinson County in de Amerikaanse staat South Dakota. Bij de volkstelling in 2010 woonden er 608 mensen.

## Bevolking
Bij de telling van 2000, woonden er 729 mensen, 317 huishoudens, en 199 families in de stad. De bevolkingsdichtheid was 551,9/km². Er waren 358 huizen op een oppervlakte van 271,0 km². Van de verschillende rassen was 98,77% blank, 0,14% Afro-Amerikaan, 0,41% Inheems Amerikaan, en 0,69% waren twee of meer rassen.
Er waren 317 huizen waarvan in 22,1% gezinnen met kinderen onder de 18 wonen, 56,2% waar getrouwde koppels samenwonen, 4,4% had een vrouwelijke huisgenoot maar geen man, en 37,2% waren geen families. 35,3% waren alleenstaanden en 25,2% woonde iemand alleen die 65 jaar of ouder was. De gemiddelde huishoudensgrootte was 2,15 en de gemiddelde familiegrootte was 2,77.
In de stad bestaat de bevolking uit mensen 20,3% onder de 18, 4,0% van 18 tot 24, 18.1% van 25 tot 44, 17,8% van 45 tot 64, en 39,8% waren 65 jaar of ouder. De gemiddelde leeftijd was 52 jaar. Voor 100 vrouwen zijn er 90,8 mannen. Voor alle 100 vrouwen over de 18, zijn er 81 mannen.
Het gemiddelde inkomen van een huishouden in de stad is $26,750, en het gemiddelde inkomen van een familie is $38,125. Mannen hebben gemiddeld een inkomen van $23,194 tegen $18,750 voor vrouwen. Het inkomen per hoofd in de stad is $14,668. 7,7% van de families en 9,0% van de bevolking zijn onder de armoedegrens, 7,8% van deze zijn jonger dan 18 en 11,4% zijn 65 jaar of ouder.